# Netflix
 (транскр.  Нетфликс) америчка је претплатничка услуга видео-стриминга. Покренут је 16. јануара 2007. године. Netflix нуди низ филмова и телевизијских серија које дистрибуира, као и сопствене садржаје познате као Netflix Originals.
Седиште се налази у Лос Гатосу. Netflix је највећа стриминг-платформа на свету по броју корисника. Послује у више од 190 држава широм света. Током 2020-их успоставио се и као издавач видео-игара које су доступне путем стриминг-платформе. Netflix је добитник бројних награда које су освојили разни садржаји које приказује.
Netflix, иако доступан од 6. јануара 2016. године у Србији, није локализован на српски језик, док тек поједини наслови садрже српску локализацију. Почетком 2023. Netflix је знатно снизио цену месечне претплатне у Србији како би привукао више корисника. У марту 2024. Netflix и A1 успоставили су стратешко партнерство, чиме је A1 постао први мобилни оператор на домаћем тржишту који својим корисницима доноси Netflix.

## Историја

### Оснивање
Марк Рандолф и Рид Хејстингс основали су Netflix 29. августа 1997. у Скотс Валију. Рандолф је радио као директор маркетинга за Хејстингсово предузеће, Pure Atria. Рандолф је био суоснивач предузећа за рачунарску пошту MicroWarehouse; Borland International га је касније запослио као потпредседника маркетинга. Хејстингс, информатичар и математичар, 1997. године продао је Pure Atria-у Rational Software Corporation-у за 700 милиона америчких долара, што је тада била највећа аквизиција у историји Силицијумске долине. Њих двојица су на идеју за Netflix дошли када су путовали између својих домова у Санта Крузу и седишта предузећа Pure Atria-е у Санивејлу, док су чекали да владини регулатори одобре спајање, иако је Хејстингс дао неколико различитих објашњења како је дошло до те идеје.
Хејстингс је уложио 2,5 милиона америчких долара у почетни новац за Netflix. Рандолф се дивио новонасталом предузећу за електронску трговину, Amazon-у, и желео је да пронађе велику категорију преносних предмета за продају путем интернета користећи сличан модел. Хејстингс и Рандолф сматрали су и одбацили VHS касете као прескупе за складиштење и превише осетљиве за испоруку. Када су чули за DVD-јеве, који су први пут представљени 24. марта 1997. у Сједињеним Државама, тестирали су концепт продаје или изнајмљивања DVD-ја поштом, слањем компакт диска у Хејстингсову кућу у Санта Крузу. Када је диск стигао нетакнут, одлучили су да преузму индустрију продаје и изнајмљивања кућних видео-снимака од 16 милијарди америчких долара. Често се наводи Хејстингс, који је рекао да је одлучио да покрене Netflix након што је у продавници Blockbuster кажњен са 40 долара због закашњења да врати копију филма Аполо 13, али он и Рандолф су ову апокрифну причу осмислили како би објаснили пословни модел и мотивацију предузећа.
Netflix је покренут као прва интернет продавница изнајмљивања DVD-јева, са само 30 запослених и 925 доступних наслова - готово цео каталог DVD-јева у то време — користећи модел плаћања по закупу, са ценама и роковима доспећа сличним оне свог конкурента, предузећа Blockbuster.

### Чланарина,-ова понуда за куповину, почетак раста
је концепт месечне претплате представио у септембру 1999. године, а затим је почетком 2000. године одустао од модела појединачног најма. Од тада, предузеће је своју репутацију изградило на пословном моделу паушалног плаћања неограничени најам без рокова доспећа, накнада са закашњењем, накнада за отпрему и обраду или накнада по наслову.
Године 2000, када је Netflix имао само око 300.000 претплатника и ослањао се на америчку поштанску службу за испоруку својих DVD-јева, њихови губици би износили 57 милиона америчких долара, а Blockbuster је понудио да их купи за 50 милиона америчких долара. Предложили су да ће Netflix, који ће бити преименован у Blockbuster.com, управљати пословањем преко интернета, док ће Blockbuster водити рачуна о DVD-јевима, чинећи их мање зависним од америчке поштанске службе. Понуда је одбијена.
Иако су почетком 2001. године доживели брзи раст, пукао је и дат-кам балон, а напади 11. септембра догодили су се касније те године, што је лоше утицало на предузеће и натерало их да отпусти трећину од својих 120 запослених. Међутим, продаја DVD уређаја коначно је порасла када су постали приступачнији и продали су их за око 200 америчких долара око Дана захвалности, постајући један од најпопуларнијих божићних поклона те године. Почетком 2002, Netflix је забележио огроман раст у свом претплатничком послу.
Netflix је 29. маја 2002. покренуо иницијалну јавну понуду (ИПО), продавши 5,5 милиона деоница обичне акције по цени од 15.00 америчких долара по акцији. Дана 14. јуна 2002, предузеће је продало додатних 825.000 деоница обичне акције по истој цени. Након што је претрпео знатне губитке током првих неколико година, Netflix је остварио први профит током фискалне 2003. године, остваривши профит од 6,5 милиона америчких долара на приходима од 272 милиона америчких долара. Године 2005. било је доступно 35.000 различитих филмова, а Netflix је свакодневно испоручивао милион DVD-јева.
Рандолф, доминантни продуцент и члан управе предузећа Netflix, повукао се из предузећа 2004. године.
Netflix је 2004. године тужен због лажног оглашавања у вези са тврдњама о „неограниченом закупу” са „једнодневном испоруком”.

### Увођење видеа на захтев, пад продаје-ова и међународно ширење
Неко време је предузеће размишљало да нуди филмове путем интернета, али тек средином 2000-их брзина података и трошкови пропусног опсега поправили су се довољно да купцима омогуће преузимање филмова са мреже. Првобитна идеја била је „Netflix box” која је могла да преузима филмове преко ноћи и који би били спремни за гледање сутрадан. До 2005. године, стекли су филмска права и дизајнирали кутију и услугу и били спремни да са њима изађу у јавност. Али након откривања YouTube-а и сведочења колико су популарне стриминг услуге упркос недостатку садржаја високе дефиниције, концепт употребе хардверског уређаја укинут је и замењен концептом стриминга, пројектом који је завршен 2007. године.
Netflix је развио и одржава опсежни персонализовани систем видео-препорука заснован на оценама и критикама својих купаца. Дана 1. октобра 2006, Netflix је понудио награду од 1.000.000 америчких долара првом програмеру алгоритма за видео-препоруке који би могао да победи свој постојећи алгоритам Cinematch, предвиђајући оцене купаца за више од 10%.
У фебруару 2007. предузеће је испоручило свој милијардити DVD и почело да се удаљава од свог првобитног основног пословног модела DVD-јева, уводећи видео на захтев путем интернета. Netflix је растао како је продаја DVD-јева падала од 2006. до 2011. године.
Још један фактор који је допринео успеху предузећа у вези са изнајмљивањем DVD-јева на мрежи био је тај што су могли да понуде много већи избор филмских наслова него Blockbuster. Али када су 2007. године почели да нуде претплатнички садржај бесплатно својим претплатницима, није могао да понуди више од око 1000 филмова и ТВ серија, само 1% у поређењу са својих више од 100.000 различитих DVD наслова. Ипак, како је популарност расла, тако се повећавао и број наслова доступних за стриминг који су у јуну 2009. достигли 12.000 филмова и серија. Једна од кључних ствари о предузећу Netflix била је та што је имао систем препорука познат као Cinematch, који не само да је натерао гледаоце да остану повезани са услугом, стварајући трошкове пребацивања, али је такође изнео оне филмове који су били потцењени, тако да су купци могли да гледају и те филмове из њихових препорука. Ово је својство које је користило не само Netflix-у, већ и гледаоцима и оним студијима који су били мањи у поређењу са другима.
У јануару 2013. Netflix је известио да је додао два милиона купаца из Сједињених Држава током четвртог квартала 2012. године, са укупно 27,1 милиона корисника стриминга у Сједињеним Државама и 29,4 милиона купаца у стримингу. Поред тога, приход је порастао за 8% на 945 милиона америчких долара за исти период. Тај број се у априлу 2013. повећао на 36,3 милиона претплатника (29,2 милиона у Сједињеним Државама). Од септембра 2013. године, за извештај о трећем кварталу за ту годину, Netflix је пријавио свој укупан број претплатника на глобални стриминг на 40,4 милиона (31,2 милиона у Сједињеним Државама). До четвртог квартала 2013. Netflix је пријавио 33,1 милион претплатника у Сједињеним Државама. До септембра 2014. Netflix је имао претплатнике у преко 40 земаља, са намером да прошири своје услуге у недостигнутим земљама. До октобра 2018. база корисника достигла је 137 милиона широм света, што потврђује њен ранг као далеко највећа светска претплатничка видео-услуга.

### Ранији садржај-а
је играо истакнуту улогу у дистрибуцији независних филмова. Кроз свој одсек Red Envelope Entertainment, Netflix је лиценцирао и дистрибуирао независне филмове попут Рођени у јавним кућама и Шерибери. Крајем 2006. године, Red Envelope Entertainment се такође проширио на продукцију оригиналног садржаја са филмским ауторима као што је Џон Вотерс. Netflix је 2008. године затворио Red Envelope Entertainment, делом да би избегао конкуренцију са својим студијским партнерима.

### Доминација у забави, присуство и континуирани раст
је био један од најуспешнијих дотком подухвата. У септембру 2002. године, The New York Times је известио да је у то време Netflix слао око 190.000 дискова дневно својим 670.000 претплатника месечно. Број објављених претплатника предузећа повећао се са милион у четвртом кварталу 2002. на око 5,6 милиона на крају трећег квартала 2006. на 14 милиона у марту 2010. Рани раст предузећа Netflix потакнут је брзим ширењем DVD уређаја у домаћинствима; 2004. године готово две трећине домова Сједињених Држава имало је DVD уређај. Netflix је искористио успех DVD-јева и његову брзу експанзију у домове Сједињених Држава, интегришући потенцијал интернета и електронске трговине да би пружио услуге и каталоге са којима продавци нису могли да се такмиче. Netflix такође управља мрежним придруженим програмом који је помогао да се повећа продаја на мрежи и за изнајмљивање DVD-јева. Предузеће нуди неограничено време одмора за плаћене раднике и омогућава запосленима да узму било који износ својих зарада на деоницама.
До 2010. године посао стриминга Netflix-а порастао је тако брзо да се предузеће за неколико месеци пребацило са најбрже растућег купца првокласне услуге поштанске службе Сједињених Држава на највећи извор интернет-стриминг промета у Северној Америци увече. У новембру је почео да нуди самосталну стриминг услугу одвојено од изнајмљивања DVD-јева. Дана 18. септембра 2011. Netflix је објавио своје намере да ребрендира и реконструише своју услугу изнајмљивања DVD кућних медија као независну подружницу под називом Qwikster, раздвајајући услуге изнајмљивања DVD-јева и стриминга. Енди Рендих, дванаестогодишњи ветеран Netflix-а, требао је бити извршни директор Qwikster-а. Qwikster би носио видео-игре, док Netflix није. Међутим, у октобру 2011. Netflix је најавио да ће задржати своју DVD услугу под именом Netflix и да у ствари неће створити Qwikster у ту сврху.
У априлу 2011. Netflix је имао преко 23 милиона претплатника у Сједињеним Државама и преко 26 милиона широм света. У јулу 2011. Netflix је променио цене, наплаћујући одвојено купцима услугу изнајмљивања поште и стриминг услугу. То је значило повећање цена за купце који су желели да и даље добијају обе услуге. Netflix је 24. октобра најавио 800.000 одјавних претплатника у Сједињеним Државама током трећег квартала 2011. године, а већи губици очекивали су се у четвртом кварталу 2011. Међутим, приход предузећа Netflix скочио је 63% за трећи квартал 2011. Током године, укупан дигитални приход за Netflix достигао је најмање 1,5 милијарди долара. Дана 26. јануара 2012, Netflix је додао 610.000 претплатника у Сједињеним Државама до краја четвртог квартала 2011, што је укупно 24,4 милиона претплатника у Сједињеним Државама за овај временски период. Међутим, 23. октобра Netflix је најавио пад добити од 88% за трећи квартал године.
У априлу 2012. Netflix је поднео захтев Федералној изборној комисији (FEC) за формирање одбора за политичку акцију (PAC) под називом FLIXPAC. Politico је PAC, са седиштем у Лос Гатосу, назвао „још једним политичким алатом помоћу којег се агресивно врши притисак на проинтелектуалну својину, анти-видео-пиратску агенду”. Хакерска група Анонимус позвала је на бојкот Netflix-а након вести. Гласноговорник Netflix-а, Џорис Еверс. наговестио је да PAC није основан да подржава Заскон о спречавању пиратерије на интернету (SOPA) и Закон о заштити IP-а (PIPA), твитујући да је намера била „да се ангажује на питањима као што су неутралност мреже, ограничења пропусног опсега, UBB и VPPA”.
У фебруару 2013. Netflix је најавио да ће бити домаћин сопствене доделе награда, The Flixies. Дана 13. марта 2013. Netflix је најавио примену Facebook-а, дозволивши претплатницима Сједињених Држава да пристану на приступ „гледано од стране ваших пријатеља” и „фаворити пријатеља”. Ово није било легално док Закон о заштити приватности видео-снимака из 1988. није модификован почетком 2013. године.

### Ребрендирање и веће међународно ширење
У априлу 2014. Netflix се приближио 50 милиона претплатника широм света са 32,3% удела на тржишту видео-стриминга у Сједињеним Државама. Netflix је пословао у 41. земљи широм света. У јуну 2014. Netflix је представио глобални ребрендинг: нови лого, који користи модеран фонт са уклоњеним сенкама и нови кориснички интерфејс веб-сајта. Промена је била контроверзна; некима се свидео нови минималистички дизајн, док су се други осећали пријатније са старим интерфејсом. У јулу 2014. Netflix је премашио 50 милиона глобалних претплатника, од чега се 36 милиона налази у Сједињеним Државама.
Након покретања серије Дердевил у априлу 2015. године, директорка операција садржаја Netflix-а, Трејси Рајт, објавила је да је Netflix додао подршку за аудио-опис (наративни снимак који садржи звучне описе кључних визуелних елемената за слепе и слабовиде) и да је почео да ради са својим партнерима да временом додају описе у своје друге оригиналне серије. Следеће године, у оквиру нагодбе са Америчким саветом слепих, Netflix се сложио да пружи описе за своје оригиналне серије у року од 30 дана од њихове премијере и дода подршку за читаче екрана и могућност претраживања садржаја према доступности описа.
На сајму Consumer Electronics Show 2016. године, Netflix је најавио велико међународно проширење своје услуге у додатних 150 земаља. Netflix је промовисао да ће овим ширењем радити у скоро свим земљама у којима предузеће може легално или логистички да послује. Значајни изузетак је Кина, која наводи баријере у раду интернета и медијских услуга у земљи због своје регулаторне климе. Рид Хејстингс изјавио је да предузеће планира да изгради односе са локалним медијским предузећима који би могли да послуже као партнери за дистрибуцију свог садржаја у земљи (с циљем да се концентришу првенствено на свој изворни садржај), али је изјавио да им се не жури и тако би могло потрајати „много година”.
Такође у јануару 2016. Netflix је најавио да ће започети блокирање виртуелних приватних мрежа или VPN-а. У исто време, Netflix је пријавио 74,8 милиона претплатника и предвидео је да ће додати још 6,1 милион до марта 2016. Раст претплате подстакнут је његовом глобалним ширењем. До краја године, Netflix је додао функцију која омогућава купцима да преузимају и пуштају одабране филмове и серије док су ван мреже.
У фебруару 2017. Netflix је потписао уговор о издавању музике са BMG Rights Management-ом, где ће BMG надгледати права изван Сједињених Држава за музику повезану са оригиналним садржајем стриминг услуге Netflix. Netflix наставља да се бави овим задацима интерно у Сједињеним Државама. Дана 17. априла 2017. објављено је да се Netflix приближавао 100 милиона претплатника. Дана 25. априла 2017. Netflix је објавио да је у Кини постигао уговор о лиценцирању са стриминг услугом iQIYI, у власништву Baidu-а, како би омогућио дистрибуцију изабраног оригиналног садржаја стриминг услуге Netflix у Кини на платформи. Los Angeles Times је изјавио: „њихове серије и филмови чине више од трећине целокупног интернет промета у Северној Америци”.
Дана 22. јануара 2018. предузеће је прешло тржишну капитализацију од 100 милијарди америчких долара, поставши највеће предузеће за дигиталне медије и забаву на свету, већа од сваког традиционалног медијског предузећа, осим AT&T-ја, Comcast-а и Disney-ја, и 59. највеће јавно трговно предузеће у америчком индексу S&P 500.
Дана 2. марта 2018, цена акција Netflix-а порасла је на нови рекордни ниво од 301,05 америчких долара, надмашивши 12-месечни циљни ниво од 300.00 долара, и завршивши сесију тржишном капитализацијом од 130 милијарди америчких долара, стављајући га на удаљеност од традиционалних медијских гиганата попут Disney-ја (155 милијарди америчких долара) и Comcast-а (169 милијарди америчких долара). Прекретница је уследила дан након што је британски сателитски оператер, Sky, најавио нови уговор са Netflix-ом о интеграцији Netflix-ове претплатне видео на захтев понуде у своју ТВ услугу уз наплату. Купци са врхунским Sky Q-јевим пријемником и услугом моћи ће да виде Netflix наслове заједно са својим редовним Sky-евим каналима.
У јулу 2018. године објављено је да је Netflix склопио уговор са врхунском холивудском стратешкињом награда Лисом Табак да преузме њену независну консултантску фирму LT-LA и пресели је у кућу у стриминг гигант. Договор јој даје наслов ВП за односе с талентима, а она ће водити предузећа за односе са талентима и награђивати тимове. То такође значи да ће своје услуге пружати искључиво Netflix-у.
Према извештају Global Internet Phenomena Report-а, Netflix глобално троши 15% целокупног пропусног опсега интернета, највише у било којој појединачној апликацији.
У октобру 2018. Netflix је купио ABQ Studios, погон за филмску и ТВ продукцију са осам звучних позорница у Албукеркију. Извештена цена куповине је испод 30 милиона америчких долара.
Netflix је тражио и одобрено му је за чланство у Америчкој филмској асоцијацији (MPAA) 22. јануара 2019. године, као прва стриминг услуга која је постала чланица удружења.
У априлу 2019. објављено је да Netflix жели да купи Grauman's Egyptian Theatre од American Cinematheque-а како би га користио као место за посебне догађаје. Касније 29. маја 2020. објављено је да ће Netflix стећи позориште и инвестирати нека његова реновирања.
У јулу 2019. Netflix је најавио да ће отворити чвориште у Shepperton Studios-у у оквиру договора са Pinewood Group-ом.
Током светске пандемије ковида 19 2020. године када су затворени многи биоскопи широм света, Netflix је стекао 16 милиона нових претплатника, што готово удвостручује резултат у последњим месецима 2019. године.
Дана 30. јула 2020. откривено је да је Netflix инвестирао у продукцијску кућу у твораца серије Црно огледало, Чарлија Брукера, и Анабел Џоунс, Broke And Bones у првом јединственом уговору за стримера у Великој Британији, који би на крају могао да преузме потпуну контролу над предузећем за око 100 милиона америчких долара. Netflix је недавно најавио реконструкцију забавне индустрије. У септембру 2020, Хејстинг је издао књигу о Netflix-у, насловљену Књига о Нетфликсу: Не правилима, чија је такође ауторка Ерин Мејер. До октобра 2020, Netflix је има 195 милиона корисника широм света, укључујући 73 милиона у Сједињеним Државама. Скорије, Netflix и Sony потписали су први уговор.
У јануару 2021, Netflix је достигао 200 милиона претплатника на основу извештаја о заради за четврти квартал 2020. године.

## Власништво
Од 2017. године акције предузећа Netflix углавном су држали институционални инвеститори, укључујући Capital Group Companies, The Vanguard Group, BlackRock и друге.

## Међународно ширење
| 2007. | је почео стримовање у Сједињеним Државама. |
| 2010. | Предузеће је први пут почело да нуди стриминг услугу на међународном тржишту 22. септембра 2010. у Канади.                                                      |
| 2011. | је проширио своју стриминг услугу на Латинску Америку, Карибе, Белизе и Гвајане.                                                                                |
| 2012. | је почео своје ширење 2012. на Европу, покрећући 4. јануара у Уједињеном Краљевству и Ирској. До 18. октобра проширио се на Данску, Финску, Норвешку и Шведску. |
| 2013. | Предузеће је одлучило успорити ширење ради контроле трошкова претплате. Проширило се само на Холандију.                                                         |
| 2014. | је постао доступан у Аустрији, Белгији, Француској, Немачкој, Луксембургу и Швајцарској.                                                                        |
| 2015. | се проширио на Аустралију и Нови Зеланд, Јапан, Италију, Португал и Шпанију.                                                                                    |
| 2016. | је у јануару 2016. најавио на Consumer Electronics Show-у да је постао доступан широм света осим Кине, Сирије, Северне Кореје и територији Крима.                                        |
| 2017. | У априлу 2017, је потврдио да је постигао договор у Кини о лиценцирању оригиналног садржаја -а са -јем, кинеском видео-стриминг платформом власника Baidu-а.         |

Од октобра 2020, Netflix званично подржава 30 језика за кориснички интерфејс и у сврхе корисничке подршке: арапски (стандардни арапски), вијетнамски, грчки, дански, енглески, индонежански, италијански, јапански, кинески (поједностављени и традиционални), корејски, мађарски, малајски, немачки, норвешки (букмол), пољски, португалски (бразилски и европски), румунски, руски, свахили, тајландски, турски, фински, француски, хебрејски, хинди, холандски, хрватски, чешки, шведски и шпански (европски и латиноамерички).
Netflix је наишао на политичке контроверзе након глобалног ширења и за неке од својих међународних продукција, укључујући Механизам, Фауда и Шеф. У јуну 2016, руски министар културе, Владимир Медински, тврдио је да је Netflix део завере америчке владе да утиче на светску културу, „да уђе у сваки дом, у сваку телевизију, а преко те телевизије у главу сваког човека на Земљи”. Ово је био део његовог аргумента за повећање финансирања руске кинематографије како би се супротставио доминацији Холивуда.
У фебруару 2020, предузеће је објавило свој први извештај о томе када је испоштовало захтеве за уклањање садржаја у земљама које су затражиле владе, укупно 9 пута од свог покретања:
- У Сингапуру, Netflix је удовољио захтевима да уклони 2018. Cooking on High, The Legend of 420 и Disjointed, 2019. Посљедње Христово искушење и 2020. The Last Hangover.
- У Немачкој, Netflix је удовољио захтевима да уклони 2017. римејк Ноћ живих мртваца из 1990.[124]
- У Вијетнаму, Netflix је удовољио захтевима да уклони 2017. Бојеви метак.
- На Новом Зеланду, Netflix је удовољио захтевима да уклони 2015. Мост. Канцеларија за класификацију филма и књижевности сматра да је филм неприхватљив.[125]
- У Саудијској Арабији, Netflix је удовољио захтевима да уклони 2019. епизоду која критикује владу земље из серије Patriot Act with Hasan Minhaj, што је изазвало критике у медијима.[126][127]

У Индији, Netflix је заједно са Disney--јевим Hotstar-ом почетком 2019. најавио планове за усвајање смерница за саморегулацију садржаја који се преноси на његовим платформама у земљи у настојању да се спречи потенцијална примена владиних закона о цензури. Јорданску серију Џин осудили су чланови владе земље због кршења моралних стандарда земље, а највиши тужилац у земљи тражио је забрану емитовања серије. Дана 3. септембра 2019, Netflix се пријавио за лиценцу за наставак своје стриминг услуге у Турској, према новим правилима емитовања у земљи. Телевизијски надзорник Истанбула, Врховно веће радија и телевизије (RTÜK) издало је нове смернице према којима су добављачи садржаја морали да добију нову дозволу за рад у земљи. RTÜK је касније наложио Netflix-у да уклони ЛГБТ ликове из оригиналних турских серија Љубав 101 и Заштитник. Netflix је накнадно отказао текућу продукцију своје турске серије Само ако којој је такође наређено да уклони хомосексуалног лика како би јој било дозвољено издање.

### Корисници широм света
| Крај године | Плаћених корисника (милиони) | Плаћених корисника (милиони) |
| ----------- | ---------------------------- | ---------------------------- |
| 4К 2013.    | 41,43                        | 6,77                         |
| 4К 2014.    | 54,48                        | 5,67                         |
| 4К 2015.    | 70,84                        | 4,79                         |
| 4К 2016.    | 89,09                        | 4,03                         |
| 4К 2017.    | 110,64                       | 3,33                         |
| 4К 2018.    | 139,26                       | 2,71                         |
| 4К 2019.    | 167,09                       | 2,21                         |
| 1К 2020.    | 182,86                       | Н/Д                          |
| 2К 2020.    | 192,95                       | Н/Д                          |
| 4К 2020.    | 203,66                       | Н/Д                          |